# Romano Cuonz

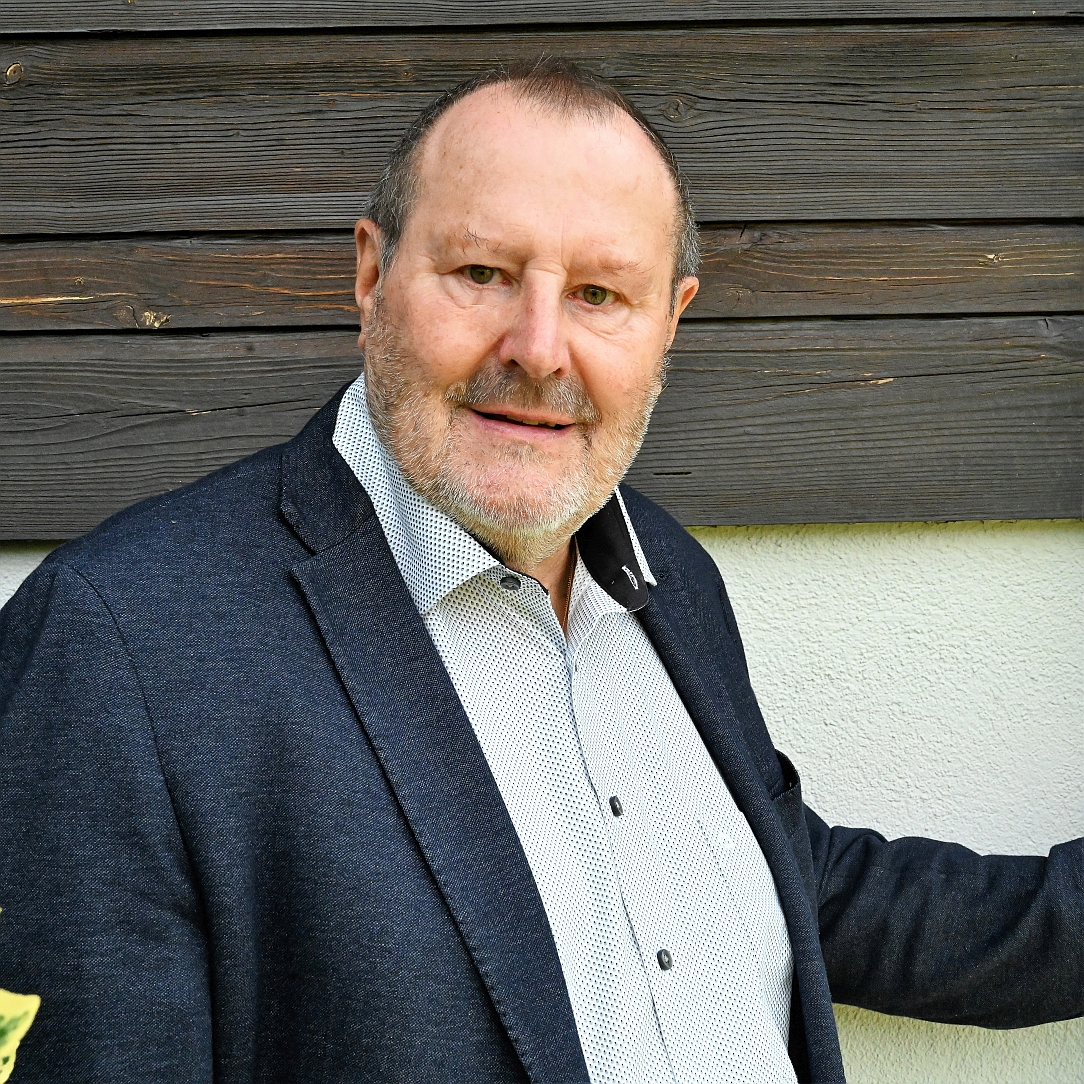
Romano Cuonz (Juli 2019)

Romano Cuonz (* 25. August 1945 in Chur, Graubünden; † 19. Oktober 2023 in Sarnen) war ein Schweizer Schriftsteller, Journalist und Naturfotograf.

## Leben
Cuonz besuchte das Primarlehrerseminar in Zug und bildete sich anschliessend an den Universitäten Zürich, Lausanne und Florenz zum Sekundarlehrer phil. I aus. Er unterrichtete in Freienbach, Cham, Kerns, Sarnen und Lungern als Primar-, Sekundar- und Berufsschullehrer. Von 1978 bis 2011 war er Redaktor und Moderator bei Radio DRS (Regionaljournal Zentralschweiz und Palette / Studio Basel).
Seit 1971 war er Mitarbeiter und Kolumnist bei Zeitungen und Zeitschriften.
Romano Cuonz war Verfasser von erzählenden Werken, Gedichten, Hörspielen und Theaterstücken; er schrieb teilweise in Obwaldner Mundart. Seine Naturfotografien sind in Büchern und verschiedenen anderen Publikationen veröffentlicht worden.
Romano Cuonz war Mitglied des Verbandes Autorinnen und Autoren der Schweiz und des Innerschweizer Schriftstellerinnen- und Schriftstellervereins, wo er auch als Vorstandsmitglied tätig war. Romano Cuonz lebte in Sarnen.

## Werke

### Lyrik
- Wenn d Sunnä durä Näbel schynd. Mundartlyrik. Nussbaumverlag, Sarnen 1989.
- Sein Kreuzweg unsere Wegkreuze. Lyrik und Texte. Cantina-Verlag, Goldau 1999.
- Lyrik in verschiedenen Anthologien unter anderem auch in dem Werk: Ulrich Suter: Literarische Innerschweiz, Albert-Koechlin-Stiftung AKS, Luzern 2011.
- Gedichte von Romano Cuonz. Hrsg. von Angelo Garovi, 2022.

### Prosawerke
- Abenteuer Nationalpark. Jugendbuch mit Naturfotografien. Kinderbuchverlag, Luzern 1991.
- Vom Bauernsohn zum Hotelkönig – Franz Josef Bucher. Literarische Recherche über Franz Josef Bucher, Edition Magma / Brunner Verlag, Luzern 1998, 2. Auflage 2015.
- Veränderungen. Kurzgeschichten und Prosagedichte, illustriert von Franz Bucher. Brattig Verlag, Alpnach 2002.
- Schräg in der Landschaft. Orte und ihre Geschichten. Verlag Martin Wallimann, Alpnach 2010.
- Viktor Röthlin Marathonläufer. Literarische Recherche. Verlag Martin Wallimann, Alpnach 2010.
- Auf der einen Spur – Geschichte und Geschichten – Evangelisch-reformierte Kirchgemeinde Obwalden. Verlag Martin Wallimann, Alpnach 2012.
- Tagebuch der Sehnsucht mit CD. Publikation aus dem Wettbewerb «Das Innerschweizer Kulturprojekt» der Albert-Koechlin-Stiftung 2016. Romano Cuonz, Texte / Franz Bucher, Bilder / Christian Bucher, Klänge.
- Zauneidechse – Ein Artenförderprojekt der Albert Koechlin-Stiftung Luzern in der Innerschweiz. Broschüre mit einer Reportage und fünf Interviews und Bildern von Romano Cuonz.
- Der Hotelberg – Geschichte und Geschichten vom Bürgenstock 1871 bis heute. NZZ Libro Verlag, Zürich 2018, ISBN 978-3-03810-338-7
The Bürgenstock Resort – History and stories about a unique resort from 1871 to today. NZZ Libro Verlag, Zürich 2018, ISBN 978-3-03810-339-4

### Theater und Hörspiele
- Ä Baan ufs Stanserhorn – Zläid und ztrotz. Hörspiel / Chnebelgrind für SR DRS 2006.[2]
- Hotelpioniere früher und heute – Der Fürst vom Bürgenstock und der Luzerner Hotelmanager. Szenenspiel zum Jubiläum 100 Jahre Hammetschwandlift 2006.
- Dr Drill. Hörspiel. Wettbewerbsarbeit Literaturtage Willisau 2008.
- Bruder Lenin. Szenenspiel in «Hert dra zuächä». Theater Sarnen 2009.
- Diräkter und Concierge im Schwyzerhof. Theaterstück zu 166 Jahre Hotel Schweizerhof Luzern.
- Häxä machä. Freilichtspiel nach einer wahren Geschichte, Freilichttheater Giswil 2013.[3]
- D Widerred vom Josef Durrer. Figurentheater. Aufführungen anlässlich des «Gästivals» auf der Plattform Seerose auf dem Vierwaldstättersee 2015.
- In die Nähe – Eine Begegnung. Szenenspiel. Aufgeführt während des im Fernsehen und Radio übertragenen ökumenischen Fest- und Gedenkgottesdienstes vom Bruder-Klausen-Fest am 24. September 2017 in der Kirche Sachseln. Stück von Romano Cuonz und Hanspeter Müller-Drossaart.

## Auszeichnungen
- 1988: Buchpreis der Heinrich-Federer-Stiftung
- 1995: Werkbeitrag «Werkstattgespräche» Jules-Grüterstiftung
- 1999: Beat-Jäggi-Preis für Mundartlyrik
- 2012: Prämierung für das Projekt «Häxä machä»[4] gehört zu den von einer Fachjury ausgewählten Produktionen des Kulturprojekts sagenhaft der Albert-Köchlin-Stiftung
- 2013: Wettbewerb Kalendergeschichten. Gesellschaft Nidwaldner Volksblatt, 1. Preis
- 2013: Obwaldner Kulturpreis[5]
- 2016: Wettbewerb Ü70, Junges Literaturlabor Zürich, einer von sieben Siegern
- 2016: Prämierung für das Kulturprojekt Sehnsucht der Albert Köchlin-Stiftung